# King and Queen Court House
King and Queen Court House – jednostka osadnicza w Stanach Zjednoczonych, w stanie Wirginia, siedziba administracyjna hrabstwa King and Queen.